# Kadiatou Seth Conté
Hadja Kadiatou Seth Conté, née Kadiatou Seth Camara, était la deuxième épouse de l'ancien président de la Guinée, Lansana Conté.

## Biographie
Elle est une ancienne Miss Guinée.
Elle épouse Lansana Conté en 1987.
Elle a quitté l'espace public après la disparition de son mari.